# Limbe Wildlife Center
Il Limbe Wildlife Centre è uno zoo istituito nella città di Limbe, in Camerun, fondato nel 1993, copre un'area di 200.000 m2. Lo zoo dista a meno di 50 metri dal giardino botanico e zoologico di Limbe.